# Vorm of vent
Vorm of vent is de discussie die met name in Nederland tussen de twee wereldoorlogen werd gevoerd over het belang van hetzij het literaire werk als losstaand gegeven (vorm), dan wel de totale inzet van de persoonlijkheid (vent), oftewel de vermeende tegenstelling tussen stijl en persoon van de schrijver. Tijdens het interbellum was het niet ongebruikelijk om kunstwerken en literaire werken te beoordelen op hun intentie of maatschappelijk standpunt.
De kreet vorm of vent is gemunt door de dichter J.C. Bloem, die in 1932 een essay wijdde aan dit onderwerp. Hij deelde zeker niet de standpunten van de ventisten, hoewel ook hij vond dat de persoonlijkheid van de dichter van belang was, zij het dan alleen voor zover hij dichter was.

## Ventisten en vorm-aanhangers
De voornaamste aanhangers van het vent-standpunt waren E. du Perron en Menno ter Braak, die dit standpunt met veel verve verdedigden, onder meer in hun tijdschrift Forum. Zij richtten zich met name tegen wat zij ervoeren als het slappe humanisme met bijbehorende hoogdravendheid van Dirk Coster en de vormcultus van dichters en critici als Martinus Nijhoff en D.A.M. Binnendijk. Tegen deze laatste schreef Ter Braak het beroemd geworden artikel 'Prisma of dogma', waardoor de vorm-of-ventdiscussie ook wel de prismadiscussie werd genoemd. Als belangrijkste woordvoerder zette Ter Braak zich met name af tegen de zogenoemde sierpoëzie van dichters als J.H. Leopold en Jan Engelman, die er alleen maar zou zijn om te versieren en dus zou ontaarden in gewichtige inhoudsloosheid.
Aan de andere kant van het spectrum stonden dichters zoals de al genoemde Martinus Nijhoff, Hendrik Marsman en Paul van Ostaijen, die duidelijk het standpunt van de vorm innamen. Sommigen gingen hierin zelfs zover dat zij stelden dat een gedicht moest worden gezien als een bloem, een gewas losgekomen van de grond waarin het ontstaan is.
Dwars door deze discussie heen liep de discussie in hoeverre levensbeschouwelijke standpunten een voorwaarde vormen voor goede kunst en literatuur. De meeste betrokkenen namen dan ook een wat genuanceerder standpunt in.